# Benz 18PS
La Benz 18PS era un'autovettura di lusso prodotta dal 1905 al 1907 dalla Casa automobilistica tedesca Benz & Cie.

## Storia e caratteristiche
La 18PS è una delle due vetture che hanno ripreso l'eredità della Benz Parsifal 22PS. Quest'ultima, dotata di un motore da 3.5 litri, è stata infatti sostituita da due modelli: il primo, di cilindrata superiore è stato il modello 28/30 PS con motore da 4.5 litri, mentre il secondo è stato appunto il modello 18PS, che montava un quadricilindrico in linea da 3160 cm³ alimentato a carburatore e dotato di distribuzione ad asse a camme laterale comandato da ingranaggi.

La potenza massima di tale propulsore era di 18 CV a 1400 giri/min, sufficienti per spingere la vettura ad una velocità massima di 60 km/h.

La trasmissione poteva essere a scelta del tipo a cardano o a catena, con cambio a 4 marce e frizione a cono.

Sul telaio in lamiera d'acciaio stampata erano fissate le sospensioni ad assale rigido con molle a balestra ed i freni a ceppi.

La 18PS era venduta a prezzi compresi tra 12.500 e 15.500 marchi, a seconda del tipo di carrozzeria e del tipo di trasmissione scelto.

Fu tolta di produzione nel 1907, ma la sua eredità sarebbe stata ripresa solo nel 1909 dal modello 14/30 PS.